# Hosho (schip, 1922)
De Hōshō (Japans: 鳳翔, "vliegende Feniks") was een vliegdekschip van de Japanse Keizerlijke Marine. De kiel van het schip werd gelegd in 1919 en het schip was afgewerkt in 1922. De Hosho was 165 m lang en 18 m breed, met een diepgang van 6,2 m. De maximale snelheid was 20,3 kn. Bij tewaterlating in 1922 telde het schip 550 bemanningsleden en 26 vliegtuigen.
De Hosho was het eerste vliegdekschip van de Japanse marine, maar de romp van het schip was origineel bedoeld als olietanker. In 1923 werd het eiland aan stuurboordzijde verwijderd omdat het weinig nut had. De 3 schoorstenen waren zo gebouwd dat ze in normale situaties verticaal stonden, maar bij vliegoperaties werden ze horizontaal gedraaid om rookhinder te verminderen. In 1934 werden deze echter vastgezet in verticale positie, wegens het beperkte nut van de veranderingen.
Wegens het verzwaren van de vliegtuigen werd het vliegdek verlengd in 1944 tot 176,6 m, maar toch bleek het noodzakelijk om het aantal vliegtuigen te reduceren tot 21 (1934) en verder tot 11 (1942). Bij het uitbreken van de Tweede Wereldoorlog werd de Hosho ingeschakeld als trainingsschip. In 1947 werd het schip verkocht als schroot.